# Arnaud Denjoy
Arnaud Denjoy (Auch, Gers, 5 de janeiro de 1884 — Paris, 21 de janeiro de 1974) foi um matemático francês.
Suas contribuições incluem o trabalho em análise harmônica e equação diferencial. A Integral de Denjoy foi a primeira integral a ser capaz de integrar todas as derivadas. Gustave Choquet foi um de seus orientados.